# Video viaggio
Video viaggio è un DVD dei Timoria, pubblicato dalla Polygram nel 2004.
È una raccolta di tutti i videoclip della band, raggruppati in ordine cronologico, prodotti dal 1990 al 2002.
Da notare come Eta Beta (1997) sia l'unico album del gruppo dal quale non è stato estratto alcun video.

## Tracce
1. Milano (non è l'America) (da Colori che esplodono – 1990 – Regia: Antonio Verità)
2. Walking My Way (da Colori che esplodono – 1990 – Regia: Antonio Verità)
3. Message for You (da Ritmo e dolore – 1991 – Regia: Antonio Verità)
4. Nata dal cuore (da Ritmo e dolore – 1991 – Regia: Antonio Verità)
5. Atti osceni (da Storie per vivere – 1992 – Regia: Gabriele Cazzola)
6. Male non farà (da Storie per vivere – 1992 – Regia: Gabriele Cazzola)
7. Storie per sopravvivere (da Storie per vivere – 1992 – Regia: Fabrizio Trigari)
8. Piove (da Viaggio senza vento – 1993 – Regia: Paolo Alberti/Sabino Esposito)
9. Sangue impazzito (da Viaggio senza vento – 1993 – Regia: Alex Orlowsky/Alessandra Pescetta)
10. Senza vento (da Viaggio senza vento – 1993 – Regia: Paolo Alberti)
11. 2020 (da 2020 SpeedBall – 1995 – Regia: Paolo Alberti)
12. Senza far rumore (da 2020 SpeedBall – 1995 – Regia: Alex Orlowsky)
13. Cuore mio (da Senzatempo (dieci anni) – 1998 – Regia: Paolo Alberti)
14. Deserto (da 1999 – 1999 – Regia: Luca Riboni)
15. Ora e per sempre (da 1999 – 1999 – Regia: Paolo Caspani)
16. Un volo splendido (da 1999 – 1999 – Regia: Gaetano Morbioli)
17. Mandami un messaggio (da El Topo Grand Hotel – 2001 – Regia: Valentina Bloody Bersiga)
18. Mexico (con gli Articolo 31) (da El Topo Grand Hotel – 2001 – Regia: Gaetano Morbioli/Cristiano Dal Pozzo)
19. Sole spento (da El Topo Grand Hotel – 2001 – Regia: Sergio Pappalettera)
20. Treno magico (da Un Aldo qualunque sul treno magico – 2002 – Regia: Sergio Pappalettera)

### Contenuti Bonus
1. Un altro giorno (senza te) (da Un Aldo qualunque sul treno magico – 2002 – Insieme dei videoclip precedenti)
2. To Love Somebody (live) (Registrata durante il tour promozionale di Un Aldo qualunque sul treno magico – 2002)

## Formazione
- Francesco Renga - voce principale (fino a "Cuore mio")
- Omar Pedrini - chitarra e cori
- Sasha Torrisi - voce e chitarra (da "Deserto")
- Diego Galeri - batteria
- Enrico Ghedi - tastiere e cori
- Carlo Alberto 'Illorca' Pellegrini - basso elettrico e cori
- Pippo Ummarino - percussioni (da "Cuore mio")